# Niveria
Niveria is een geslacht van weekdieren uit de klasse van de Gastropoda (slakken).

## Soorten
- † Niveria angliae (S. V. Wood, 1848)
- † Niveria avellana (J. de C. Sowerby, 1822)
- Niveria bieleri Fehse & Grego, 2016
- Niveria brasilica Fehse & Grego, 2005
- Niveria campus (Cate, 1979)
- Niveria carabus (Cate, 1979)
- Niveria cherobia (Cate, 1979)
- Niveria circumdata (Schilder, 1931)
- Niveria fusca (Sowerby, 1832)
- Niveria galapagensis (Melvill, 1900)
- Niveria guyana Fehse, 2016
- Niveria harriettae Fehse & Grego, 2010
- Niveria lathyrus (Blainville, 1826)
- Niveria liltvedi (Gofas, 1984)
- Niveria macaeica (Fehse & Grego, 2005)
- Niveria maltbiana (Schwengel & McGinty, 1942)
- Niveria maugeriae (G. B. Sowerby II, 1832)
- Niveria nix (Schilder, 1922)
- Niveria pacifica (Sowerby, 1832)
- Niveria problematica (Schilder, 1931)
- Niveria pullata (G. B. Sowerby II, 1870)
- Niveria quadripunctata (J.(E. Gray, 1827)
- Niveria rubescens Gray, 1833)
- Niveria simonei Fehse, 2016
- Niveria suffusa (J.E. Gray, 1827)
- Niveria werneri Fehse, 1999
- Niveria xishaensis Ma, 1997

### Gesynonimiseerd
- Niveria aquatanica Cate, 1979 => Niveria nix (Schilder, 1922)
- Niveria coletteae Fehse, 1999 => Cleotrivia coletteae (Fehse, 1999)
- Niveria corallina Cate, 1979 => Cleotrivia corallina (Cate, 1979)
- † Niveria dalli Petuch, 1994 =>  † Pusula dalli (Petuch, 1994)
- Niveria dorsennus Cate, 1979 => Dolichupis dorsennus (Cate, 1979)
- Niveria grohorum Fehse & Grego, 2008 => Trivia grohorum (Fehse & Grego, 2008)
- Niveria meridionalis Cate, 1979 => Dolichupis meridionalis (Cate, 1979)
- Niveria permagna (C. W. Johnson, 1910 =>  † Pusula permagna (C. W. Johnson, 1910)
- Niveria sanguinea (Sowerby, 1832) => Pseudopusula sanguinea (G. B. Sowerby I, 1832)
- Niveria spongicola (Monterosato, 1923) => Trivia spongicola Monterosato, 1923